# Panorama opinii
Panorama opinii – program publicystyczny nadawany w latach 2018-2020 w TVP Info o godzinie 18.20. W programie gospodarz „Panoramy” rozmawiał z gościem o bieżących wydarzeniach. Program jest też dostępny w Internecie za pośrednictwem serwisu vod.tvp.pl.
Emisja programu została wstrzymana po wybuchu pandemii koronawirusa w Polsce.

## Prowadzący
- Marta Kielczyk (od września 2018)
- Karol Gnat (od września 2018)
- Tomasz Wolny (od września 2018)
- Adam Krzykowski (od 2019)